# Argyrosomus heinii
Argyrosomus heinii  é uma espécie de peixe da família Sciaenidae e da ordem Perciformes.

## Morfologia
- Os machos podem atingir 60 cm de comprimento total.[5][6]

## Habitat
É um peixe marítimo, de clima tropical e bentopelágico.

## Distribuição geográfica
É encontrado no Oceano Índico ocidental: costa meridional da Arábia e Golfo de Omã.

## Observações
É inofensivo para os humanos.